# Gräberfelder von Bollendorf
Die Gräberfelder von Bollendorf sind mehrere Grabfelder unterschiedlicher Zeitstellung auf der Gemarkung der Ortsgemeinde Bollendorf im Eifelkreis Bitburg-Prüm in Rheinland-Pfalz.

## Beschreibung
Die Region um Bollendorf war schon früh besiedelt, was durch wiederholte Funde von Gräbern nachgewiesen werden konnte. Es handelt sich um 12 Örtlichkeiten westlich, nördlich und östlich des Ortes. Entdeckt wurden neun Funde aus der Zeit der Römer sowie drei undatierte Funde. Es handelt sich um eine Vielzahl verschiedener Bestattungsarten. Auf der Gemarkung Bollendorfs findet sich die höchste Funddichte im Bereich der Gräberanlagen des Eifelkreises.

## Liste der Grabfelder
In der folgenden Liste finden sich alle bisher bekannten Fundorte von Gräberanlagen auf der Gemarkung von Bollendorf:
| Fundort                                                       | Geokoordinaten                  | Beschreibung              | Zeitstellung                           | Archäologische Befunde |
| ------------------------------------------------------------- | ------------------------------- | ------------------------- | -------------------------------------- | --- |
| Südwestlich des Ortes an der L 1 innerhalb eines Waldgebietes | 49° 50′ 25,9″ N, 6° 19′ 45,6″ O | Aschenkisten              | Römisch                                | Entdeckung eines Hüttengrabsteins mit der Inschrift „senni“ im Jahre 1936 sowie Fund von römischen Ziegeln. Vermutlich handelt es sich um ein römisches Gräberfeld, das bei Straßenbauarbeiten zerstört wurde. 1975 wurden durch das Rheinische Landesmuseum Trier mehrere Aschenkisten in diesem Bereich entdeckt. |
| Innerhalb der heutigen Ortslage, zentraler Bereich            | 49° 51′ 6,8″ N, 6° 21′ 30″ O    | Grabsteinfragmente        | Römisch                                | Beim Bau eines Kellers entdeckte man 1880 zwei Grabsteinfragmente aus römischer Zeit. Beide Steine besitzen Inschriften, die allerdings nur noch teilweise erhalten geblieben sind. |
| Nordöstlich des Ortes innerhalb eines Waldgebietes            | 49° 51′ 36,6″ N, 6° 22′ 7,5″ O  | Grabhügelgruppe           | Undatiert                              | 1964 Entdeckung einer Grabhügelgruppe bestehend aus rund 18 einzelnen Hügelgräbern. Die Grabhügel besitzen Durchmesser zwischen 15 und 20 m. Die Zeitstellung ist aufgrund fehlender Untersuchungen noch unbekannt. |
| Nordöstlich des Ortes innerhalb eines Waldgebietes            | 49° 51′ 49,7″ N, 6° 22′ 19,7″ O | Steinplattengräber        | Römisch: 1. Jahrhundert n. Chr.        | 1966 Entdeckung zweier Steinplattengräber in quadratischer Form mit einer Seitenlänge von rund 60 cm. Der Fund eines Tellers aus Keramik ermöglichte die Datierung in das 1. Jahrhundert n. Chr. und somit in die frührömische Zeit. Zudem Fund von zwei weiteren quadratischen Mauerzügen. Möglicherweise handelt es sich um eine kleine Nekropole. |
| Nordöstlich des Ortes innerhalb eines Waldgebietes            | 49° 51′ 54″ N, 6° 22′ 21,2″ O   | Fürstengrab               | Undatiert                              | Fund eines außergewöhnlich großen Grabhügels mit einem Durchmesser von rund 40 m. Krönung mit einem sehr gut erhaltenen Hüttengrabstein. Dieser ist mit einer Rosette verziert. Aufgrund der Größe des Hügels und des besonderen Abschlusssteins geht man von einem Fürstengrab aus. Zeitstellung noch unbekannt. |
| Nordöstlich des Ortes auf dem Diesburgerhof                   | 49° 51′ 47,8″ N, 6° 23′ 22,3″ O | Brandgrab                 | Römisch                                | Laut dem Rheinischen Landesmuseum Trier Fund eines einzelnen Brandgrabs aus römischer Zeit auf dem Bollendorfer Wohnplatz Diesburgerhof. Weitere Angaben hierzu liegen nicht vor. |
| Nordöstlich des Ortes innerhalb einer Ackerfläche             | 49° 51′ 28″ N, 6° 23′ 10,6″ O   | Grabkisten                | Römisch                                | In den Jahren um 1970 Fund von römischen Scherben sowie eines vollständig erhaltenen Kruges. Entdeckung von vier quadratischen Grabkisten, die aus Steinplatten gebildet und kreuzförmig angeordnet waren. Vermutlich besteht ein Bezug zu den unmittelbar südlich angrenzenden Kiesgräbern. |
| Nordöstlich des Ortes innerhalb eines Waldgebietes            | 49° 51′ 27,3″ N, 6° 23′ 10,7″ O | Kiesgräber                | Gallo-Römisch: 200 n. Chr.             | Fund einer gallo-römischen Grabanlage. In große geglättete Felsblöcke wurden mehrere rechteckige Vertiefungen eingearbeitet, die zur Aufnahme der Asche sowie der Beigaben dienten. Als Grababdeckungen wurden Giebel- und Hausförmige Hüttengrabsteine sowie Halbwalzensteine verwendet. Die Herkunft der Bezeichnung „Kiesgräber“ ist bisher nicht abschließend geklärt. |
| Nordöstlich des Ortes innerhalb eines Waldgebietes            | 49° 51′ 20,8″ N, 6° 23′ 11,5″ O | Aschenkisten              | Undatiert                              | Fund von geglätteten Sandsteinen mit kastenförmigen Vertiefungen. Es handelt sich um die Reste von Aschenkisten. In unmittelbarer Nähe wurden zudem haus- und halbwalzenförmige Abdecksteine beobachtet. Bei Nachuntersuchungen im 19. Jahrhundert fanden sich zudem Knochen- und Aschenreste sowie Keramik. |
| Nordöstlich des Ortes innerhalb einer Ackerfläche             | 49° 51′ 0″ N, 6° 23′ 10,6″ O    | Steinkistengrab           | Römisch                                | Fund eines Steinkistengrabes aus römischer Zeit. Keine Nachweise für eine Überhügelung. Nähere Angaben hierzu liegen nicht vor. |
| Südwestlich des Ortes in einem Grünstreifen                   | 49° 50′ 18,8″ N, 6° 19′ 23,2″ O | Felsengrab Schmittenkreuz | Römisch: 2. bis 3. Jahrhundert n. Chr. | Römisches Felsengrab, aus einem Liassandsteinfelsen gearbeitet. Die Bezeichnung Schmittenkreuz stammt von einer unweit liegenden Schmiede sowie einem alten Wegekreuz. Die Grabanlage wurde aus einem einzigen Sandsteinblock gearbeitet, nur der Deckel wurde extra hergestellt. In den rechteckigen Block wurde eine Kiste eingetieft, die als eigentliche Grabkammer für den Leichenbrand diente. Bei dem Abschlussdeckel handelte es sich um einen Halbwalzenstein mit Verzierungen an den beiden Enden. Diese bestanden aus einem Mann, zwei Frauen sowie einem beladenen Boot. Da der Deckel heute fehlt wurde später das erwähnte Wegekreuz in die Grabkammer eingebaut und bildet heute den Abschluss. Aus einer teilweise erhaltenen Inschrift geht der Name des hier bestatteten Mannes hervor: Arecaippus, vermutlich ein Treverer und Schifffahrer. Errichtet wurde das Grab im 2. bis 3. Jahrhundert n. Chr. und es war vermutlich auch Teil einer kleinen Nekropole. In unmittelbarer Umgebung wurden zudem Fragmente von Grabmälern sowie der Deckel eines Sarkophags gefunden. |
| Südöstlich des Ortes innerhalb eines Waldgebietes             | 49° 50′ 6,7″ N, 6° 23′ 19,1″ O  | Grabhügelnekropole        | Römisch                                | Im Jahre 1777 entdeckte man beim Bau des Eisenwerks nahe Schloss Weilerbach Urnen, römische Münzen und Lampen. In der Nähe wurden zudem 1898 römische Aschenkisten beobachtet. Es ist von einer größeren Nekropole aus römischer Zeit auszugehen. |

## Erhaltungszustand und Denkmalschutz
Die Gräberanlagen sind teils durch den landwirtschaftlichen Einfluss und teils durch die Überbauung heute nicht mehr in ihrer ursprünglichen Form vor Ort erhalten. Der Großteil innerhalb der Waldgebiete kann allerdings noch heute besichtigt werden und ist vielfach ungestört.
Die Gräberfelder sind als eingetragene Kulturdenkmäler im Sinne des Denkmalschutzgesetzes des Landes Rheinland-Pfalz (DSchG)  unter besonderen Schutz gestellt. Nachforschungen und gezieltes Sammeln von Funden sind genehmigungspflichtig, Zufallsfunde an die Denkmalbehörden zu melden.